# 8056 Tieck
8056 Tieck è un asteroide della fascia principale. Scoperto nel 1960, presenta un'orbita caratterizzata da un semiasse maggiore pari a 2,5621117 UA e da un'eccentricità di 0,2086398, inclinata di 6,98128° rispetto all'eclittica.